# اره‌آ
اره‌آ (انگلیسی: Erreà) یک کارخانه تولید تجهیزات ورزشی است. مقر آن کشور ایتالیا می‌باشد و در سال ۱۹۸۸ تأسیس شده است. این شرکت پوشاک و کفش ورزشی تولید می‌کند.

## تیم‌ها
باشگاه فوتبال چلتنهام تاون
باشگاه فوتبال میلتون کینز دونز
باشگاه فوتبال لینکولن سیتی